# Goincourt
Goincourt – miejscowość i gmina we Francji, w regionie Hauts-de-France, w departamencie Oise.
Według danych na rok 1990 gminę zamieszkiwało 1186 osób, a gęstość zaludnienia wynosiła 182 osoby/km² (wśród 2293 gmin Pikardii Goincourt plasuje się na 242. miejscu pod względem liczby ludności, natomiast pod względem powierzchni na miejscu 732.).